# Nyacijima (periodiskt vattendrag i Gitega)
Nyacijima är ett periodiskt vattendrag i Burundi.   Det ligger i provinsen Gitega, i den centrala delen av landet, 50 km sydost om huvudstaden Bujumbura.
I omgivningarna runt Nyacijima växer huvudsakligen savannskog. Runt Nyacijima är det ganska tätbefolkat, med 230 invånare per kvadratkilometer.